# Tmesibasis royi
Tmesibasis royi is een insect uit de familie van de vlinderhaften (Ascalaphidae), die tot de orde netvleugeligen (Neuroptera) behoort. 
Tmesibasis royi is voor het eerst wetenschappelijk beschreven door Tjeder in 1980.